# Антоан Дард
Антоан Дард (на френски: Antoine Dard; ок. 1720 – ?) е френски бароков композитор, обоист, изпълнител на виолончело и виола да гамба, музикален теоретик.

## Жизнен път и творчество
За произхода и живота на Антоан Дард се знае твърде малко. Той е роден около 1720 г., а годината на смъртта му е неизвестна. Дард пристига във френския кралски двор във Версайския дворец, първоначално като обикновен виолончелист в Кралската църква и става член на прочутата Кралска музикална академия (Academie royale de musique). Сигурно е, че впоследствие е назначен като обоист в кралския двор (Grand hautbois de la Chambre et Ecurie du Roy), което е връх в кариерата му.
Антоан Дард има интереси и в областта на музикалната теория. През 1769 г. в Париж издава „Нови музикални принципи“ (Nouveaux Principes de musique), посветена на основната музикална теория, базирана на солфежа. През 1769 г. издава книгата „Произход и развитие на музиката“ (Origine et progression de la musique), изследваща музикалната история на Париж за последните стотина години – от 1671 г. до неговото съвремие.
Важно занимание в живота на Дард е композирането, но много от неговите творби не са се запазили до днес. Сред вокалните му творби основно място заемат ариетите, баркаролите и кантатите за забавление на краля, разкриващи чувствителен усет за баланс и забележителна реторика. Сред най-важните му творби са 2 запазени колекции от сонати, първата за фагот или виолончело, втората публикувана през 1767 г., за флейта траверсо или цигулка. Тъй като втората колекция е публикувана преди първата, нейният опусен номер е 1. Първата колекция е композирана през 1759 г., но при публикуването си е номерувана като оп. 2. Дард нарича първата си колекция „Плодът на безсънните нощи“.

## Записи
- Antoine Dard: 6 sonates pour le violoncello avec la basse continue (1759) – Kirsten von der Goltz (cello), Hille Perl (viola de gambe) & Christine Schornsheim (harpsichord); Rraumklang, 2007
- Antoine Dard: Sonates pour le Basson, Six sonatas for bassoon and basso continuo (1759) – Ricardo Rapoport, bassoon; Pascal Dubreuil, harpsichord; Karin Sérafin, soprano – François Nicolet, transverse flute; Ramee